# Postwegmoore und Rütterberg-Nord
Koordinaten: 51° 38′ 32″ N, 6° 55′ 29″ O
Das Naturschutzgebiet Postwegmoore und Rütterberg-Nord liegt auf dem Gebiet der kreisfreien Stadt Bottrop in Nordrhein-Westfalen. 
Das Gebiet erstreckt sich nördlich der Kernstadt von Bottrop und von Hardinghausen. Östlich des Gebietes verläuft die A 31 und westlich die Landesstraße L 104. Nördlich – auf dem Gebiet der Stadt Dorsten im Kreis Recklinghausen – erstreckt sich das 78,1 ha große Naturschutzgebiet Postwegmoore.

## Bedeutung
Das etwa 39,6 ha große Gebiet wurde im Jahr 1981 unter der Schlüsselnummer BOT-002 unter Naturschutz gestellt. Schutzziele sind 
- die Erhaltung und Entwicklung eines durch Sande geprägten Vegetationskomplexes aus kleinen Mooren, Birkenmoorwäldern, Bruchwäldern und -gebüschen, Heideweiher sowie eines verlandenden großen Abgrabungsgewässers durch Überlassen zur Sukzession sowie
- die Pflege und Entwicklung der Zwischenmoorreste, Heiden und Feuchtgrünland durch Entkusselungsmaßnahmen bzw. extensive Bewirtschaftung.[3]